# Martin Syka
Martin Syka (* 19. března 1949) je bývalý český politik, v 90. letech 20. století poslanec České národní rady a Poslanecké sněmovny za Občanské fórum, později za ODS.

## Biografie
V únoru 1990 se stal poslancem České národní rady v rámci procesu kooptací do ČNR. Mandát krátce poté obhájil v řádných volbách v roce 1990, kdy byl zvolen do České národní rady za Občanské fórum. Opětovně byl zvolen ve volbách v roce 1992 za ODS (volební obvod Jihomoravský kraj). Zasedal ve výboru pro sociální politiku a zdravotnictví jako jeho předseda.
Od vzniku samostatné České republiky v lednu 1993 byla ČNR transformována na Poslaneckou sněmovnu Parlamentu České republiky. Zde setrval do konce funkčního období parlamentu, tedy do voleb v roce 1996. Před volbami v roce 1996 se v primárkách ODS na Znojemsku dostal až na čtvrtou pozici navrhované kandidátní listiny. Regionální rada ODS ho pak v rámci kraje umístila až na 31. pozici. Syka na to reagoval s tím, že by rád zůstal politicky aktivní, před nástupem do politiky působil jako obvodní lékař.
Po odchodu z poslanecké sněmovny byl nadále aktivní v politice. V roce 1997 se uvádí jako předseda oblastní rady ODS Znojmo. Počátkem roku 1998 přestoupil do nově utvořené Unie svobody.